# Гірські квіти
«Гірські квіти» — збірка, до якої увійшли вірші Марійки Підгірянки, Миколаї Божук, Марусі Тисянської.
У 1962 році вийшла Марійки Підгірянки  остання (за життя) збірка «Гірські квіти». 
Вступну статтю до збірки написав Максим Тадейович Рильський. Упорядник та автор передмови — Василь Лазарович Микитась. 
Книжку видало Закарпатське обласне видавництво,  Ужгород, 1962 
Обсяг — 95 сторінок, збірка ілюстрована. Українською мовою.